# Maryna Pryshchepa
Maryna Andriivna Pryshchepa (en ucraniano: Марина Андріївна Прищепа; Kiev, 28 de julio de 1983) es una deportista ucraniana que compitió en judo, sumo y sambo.
Ganó una medalla de plata en el Campeonato Mundial de Judo de 2009 y cinco medallas en el Campeonato Europeo de Judo entre los años 2006 y 2012.
En sumo consiguió dos medallas en los Juegos Mundiales, en los años 2009 y 2013. En sambo fue campeona del mundo en 2012 y 2013.

## Palmarés internacional
| Campeonato Mundial | Campeonato Mundial      | Campeonato Mundial | Campeonato Mundial |
| Año                | Lugar                   | Medalla            | Categoría          |
| ------------------ | ----------------------- | ------------------ | ------------------ |
| 2009               | Róterdam (Países Bajos) | Medalla de plata   | –78 kg             |
| Campeonato Europeo |                         |                    |                    |
| Año                | Lugar                   | Medalla            | Categoría          |
| 2006               | Tampere (Finlandia)     | Medalla de bronce  | –70 kg             |
| 2007               | Belgrado (Serbia)       | Medalla de bronce  | –70 kg             |
| 2009               | Tiflis (Georgia)        | Medalla de plata   | –78 kg             |
| 2010               | Viena (Austria)         | Medalla de bronce  | –78 kg             |
| 2012               | Cheliábinsk (Rusia)     | Medalla de bronce  | –78 kg             |